# Giraffe 1X
Giraffe 1X är en 3D spaningsradar utvecklad av SAAB för upptäckt av luftmål. Radarsystemet kan användas mobilt på ett fordon av pickup-storlek (väger under 300 kg), eller monterat på marken. Systemet har en räckvidd på 75 km och antenntypen är AESA. Radarsystemet kan följa mer än 100 mål samtidigt och identifiera vilken sorts mål det är. Systemet har en varningsfunktion när radarn upptäcker inkommande artillerield, raketer eller projektiler från granatkastare. Elkonsumtionen är 2,3 kW. Radarsystemet är lämpligt i alla klimatzoner.

## Beställningar
Den 20 september 2017 fick SAAB beställningar på radarsystemet från en okänd kund.